# دماء الخلاص (فلم)
دماء الخلاص (بالإنجليزية: Blood of Redemption) هو فيلم حركة وجريمة تم إنتاجه في الولايات المتحدة وصدر سنة 2013، من بطولة جياني كبالدي، دولف لندجرين وفيني جونز.

## القصة
كوين فورت (بيلي زين) يمتلك كل شيءٍ، فلديه المال الوفير وسند الحياة متمثلٌ في أخيه، وفوق كل ذلك لديه قلبٌ يحبه متمثلٌ في امرأةٍ جميلةٍ. على الجانب الآخر لديه الكثير من الأعداء، لكن في ليلةٍ وضحاها يخسر كل شيء. سكينة الخيانة الغادرة تطعنه في مقتل وينتهي به الأمر في السجن. والد كوين المتربع على عرش الجريمة يُقتل ويتم اتهام كوين بأنه وراء كل ذلك. فور خروجه من السجن يسعى للهرب من ماضيه. كامبيل (فيني جونز) هو الرئيس الجديد لـ(العصابة) يتوعد لكوين بأنه لن يتركه في سلام حتى آخر رمقٍ في حياته. ورغمًا عن أنفه يجد كوين نفسه في مواجهة حياة أو موت ضد الجميع ويقرر الانتقام.

## الميزانية والإيرادات
كلّف الفيلم ميزانية تقدّر بمليوني دولار.

## وصلات خارجية
- مقالات تستعمل روابط فنية بلا صلة مع ويكي بيانات
- دماء الخلاص على IMDb
- دماء الخلاص على Rotten Tomatos
- دماء الخلاص على AllMvoie